# Barásoain
Barásoain (baszkul: Barasoain, ami szintén hivatalos elnevezés) település Spanyolországban, Navarra autonóm közösségben. Barásoain Garínoain, Olóriz, Unzué-Untzue, Biurrun-Olcoz, Tirapu, Añorbe és Artajona községekkel határos. Lakosainak száma 594 fő (2024).

## Népesség
A település népessége az elmúlt években az alábbi módon változott:
| Lakosok száma | 465  | 531  | 554  | 631  | 645  | 676  | 660  | 621  | 613  | 594  |
|               | 2001 | 2004 | 2006 | 2009 | 2011 | 2014 | 2016 | 2019 | 2021 | 2024 |